# كنولتون ناش
كنولتون نـاش هو صحفي ومذيع أخبار كندي، ولد في 18 نوفمبر 1927 في تورونتو في كندا، وتوفي بنفس المكان في 24 مايو 2014.

## وصلات خارجية
- كنولتون نـاش على موقع IMDb (الإنجليزية)
- كنولتون نـاش على موقع قاعدة بيانات الفيلم (الإنجليزية)
- كنولتون نـاش على موقع كينوبويسك (الروسية)